# JLD'A
Le Jld'a est un ancien thonier-langoustier à voile, lancé en 1948. Il a eu comme autre nom Jean Louise. Après une longue restauration il est reconverti en bateau-charter. C'est un ketch à gréement aurique.

## Histoire
Le voilier original, de type ketch aurique à coque en chêne, était destiné à la pèche. Il est construit au chantier naval Donnart & Cie de Concarneau, et lancé en 1948. D'abord basé au port de Lorient, il termine sa carrière de pêche dans les années 1960 : pêche au thon dans le golfe de Gascogne en été, pêche à la langouste en Mauritanie l'hiver.
Désarmé en 1969, il passe à la plaisance en 1972. Il est racheté en 1976 par un particulier qui lui fait subir une longue restauration jusqu'en 1989, pour un usage collectif. Il est classé « Bateau d'intérêt patrimonial » (BIP) en 2016.
Basé à Toulon, ce voilier propose des sorties en mer à la journée (27 passagers) et des croisières hauturières de 3 à 7 jours (12 passagers) vers les îles d'Hyères et la Corse.
Il participe à la Méditerranean Tall ships Regatta 2013 en classe C entre Barcelone et Toulon, ainsi qu'à Toulon Voiles de Légende.
En octobre 2023, le JLD'A a été utilisé dans le film Le Comte de Monte-Cristo pour une scène tournée aux abords de Toulon.

## Galerie

Le Jld'a dans sa configuration de voilier d'excursions.
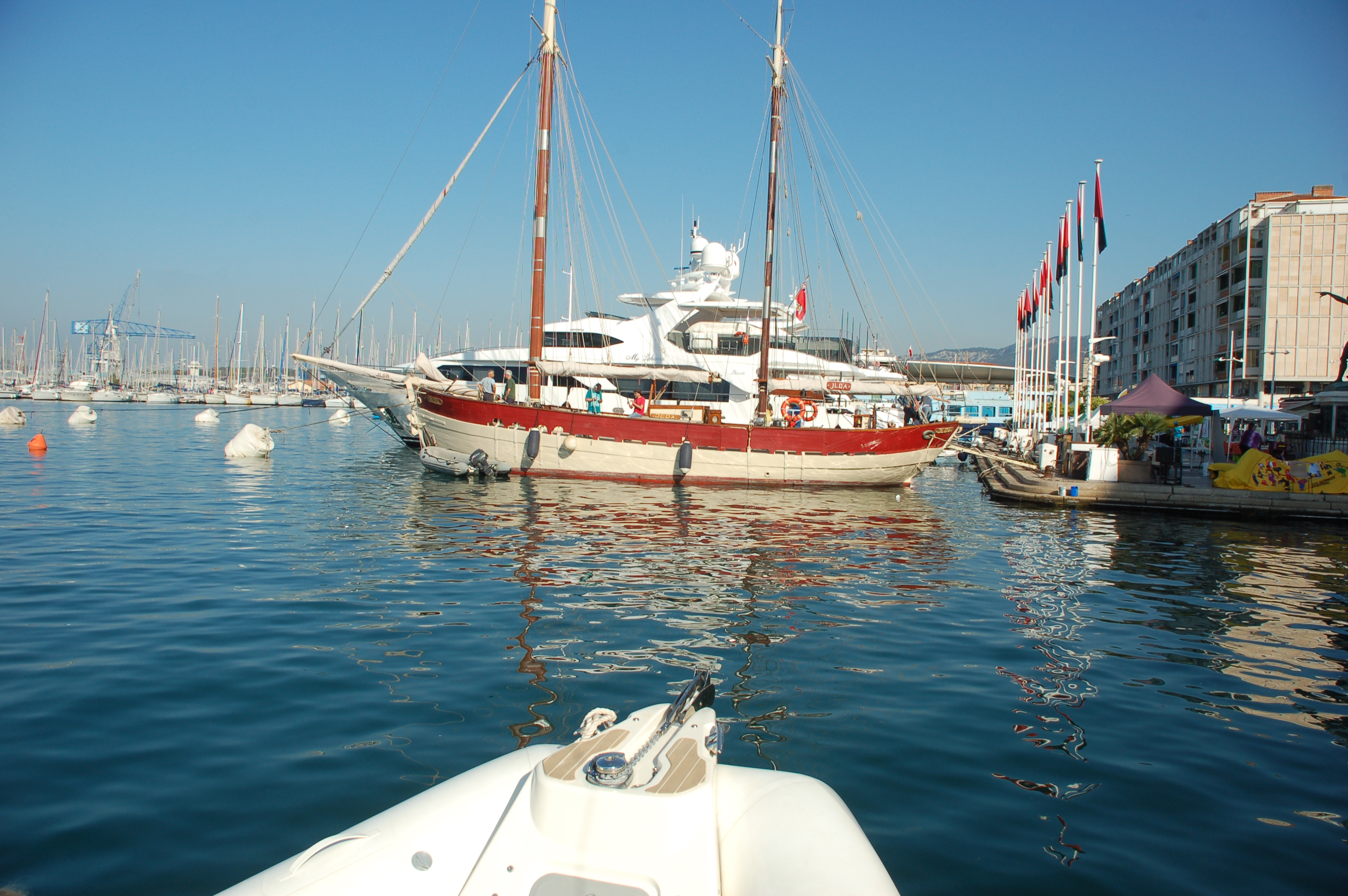
À Toulon, en 2017.
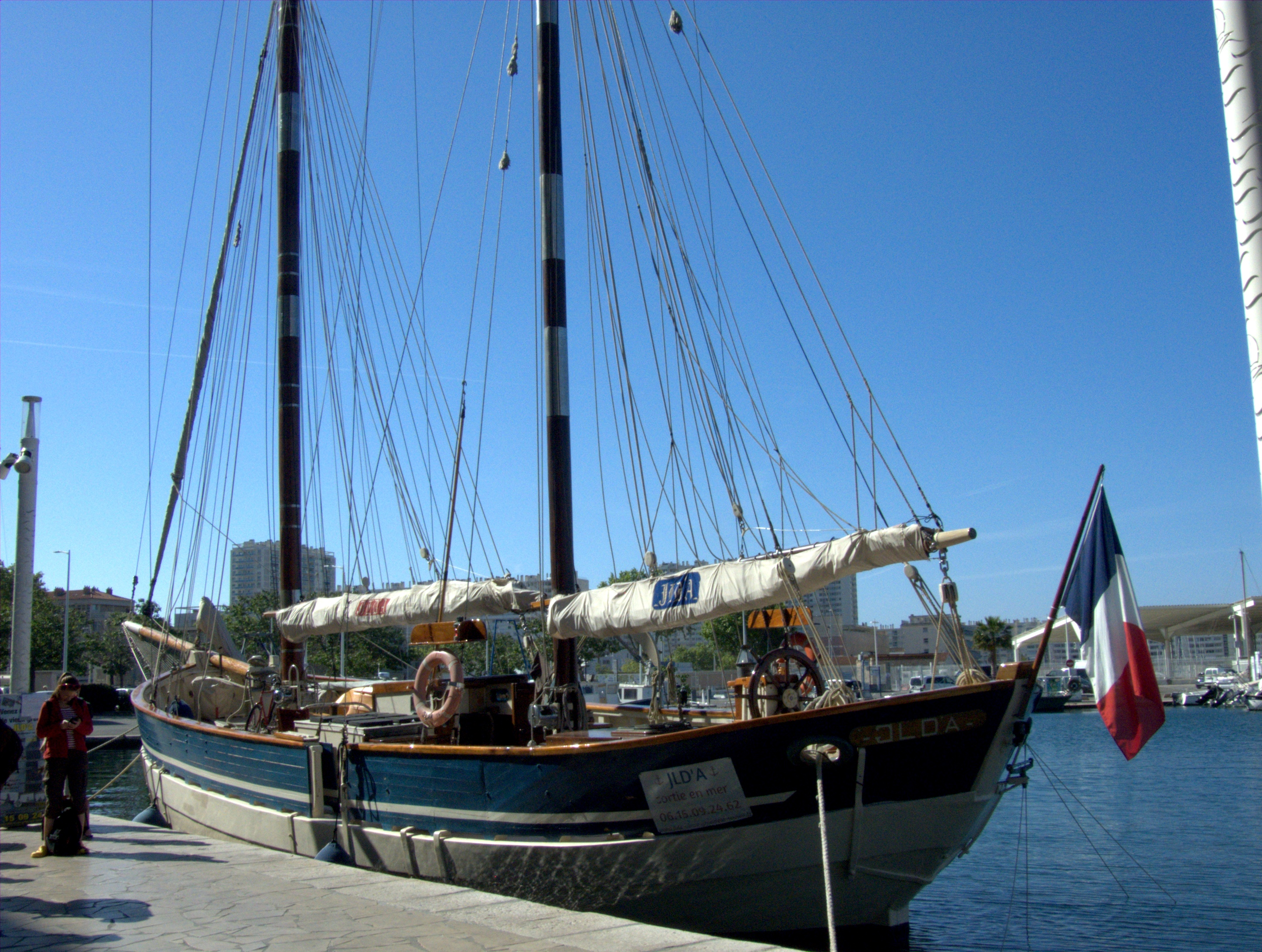
À Toulon, en 2024.
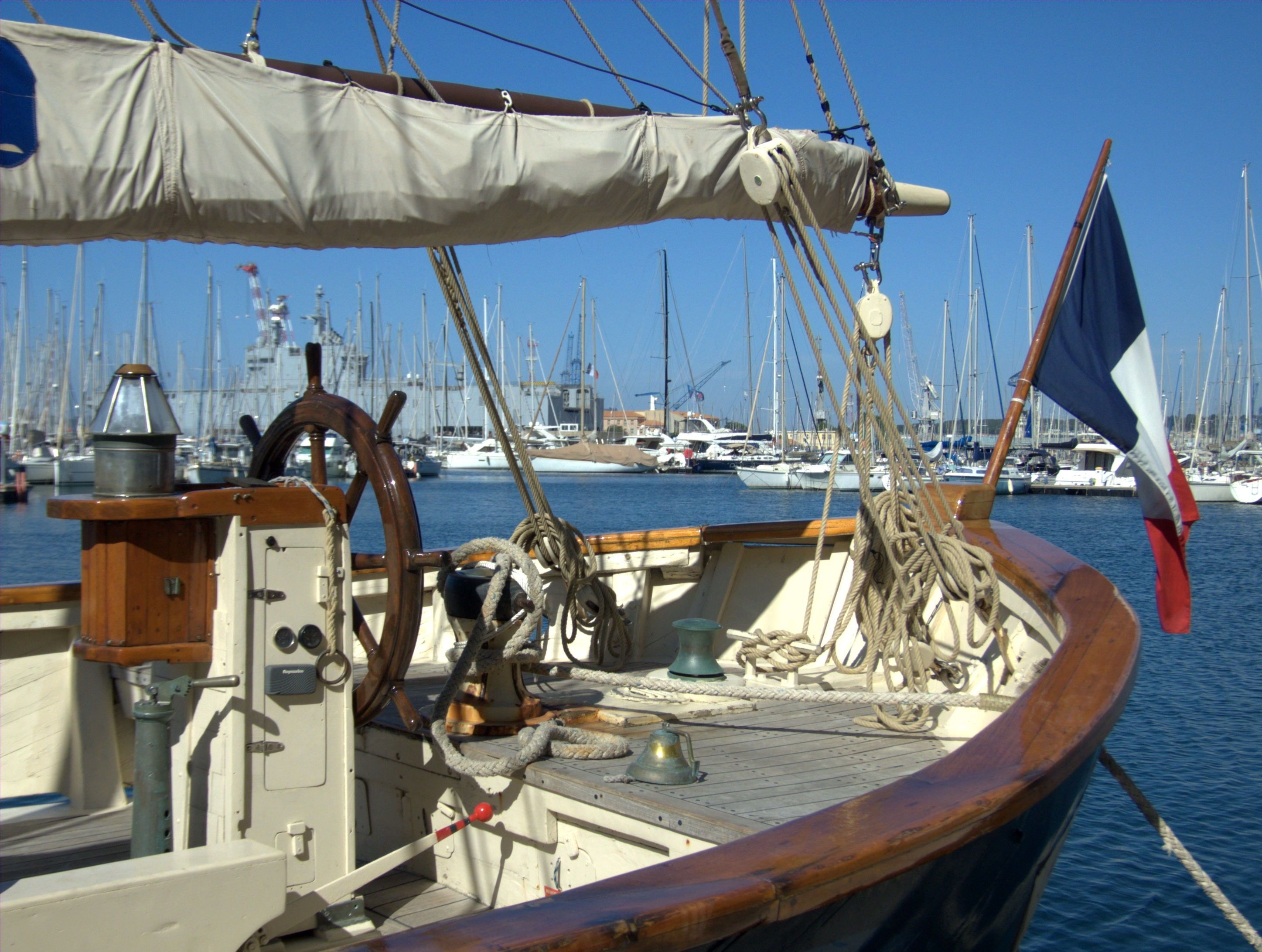
À Toulon, en 2024.
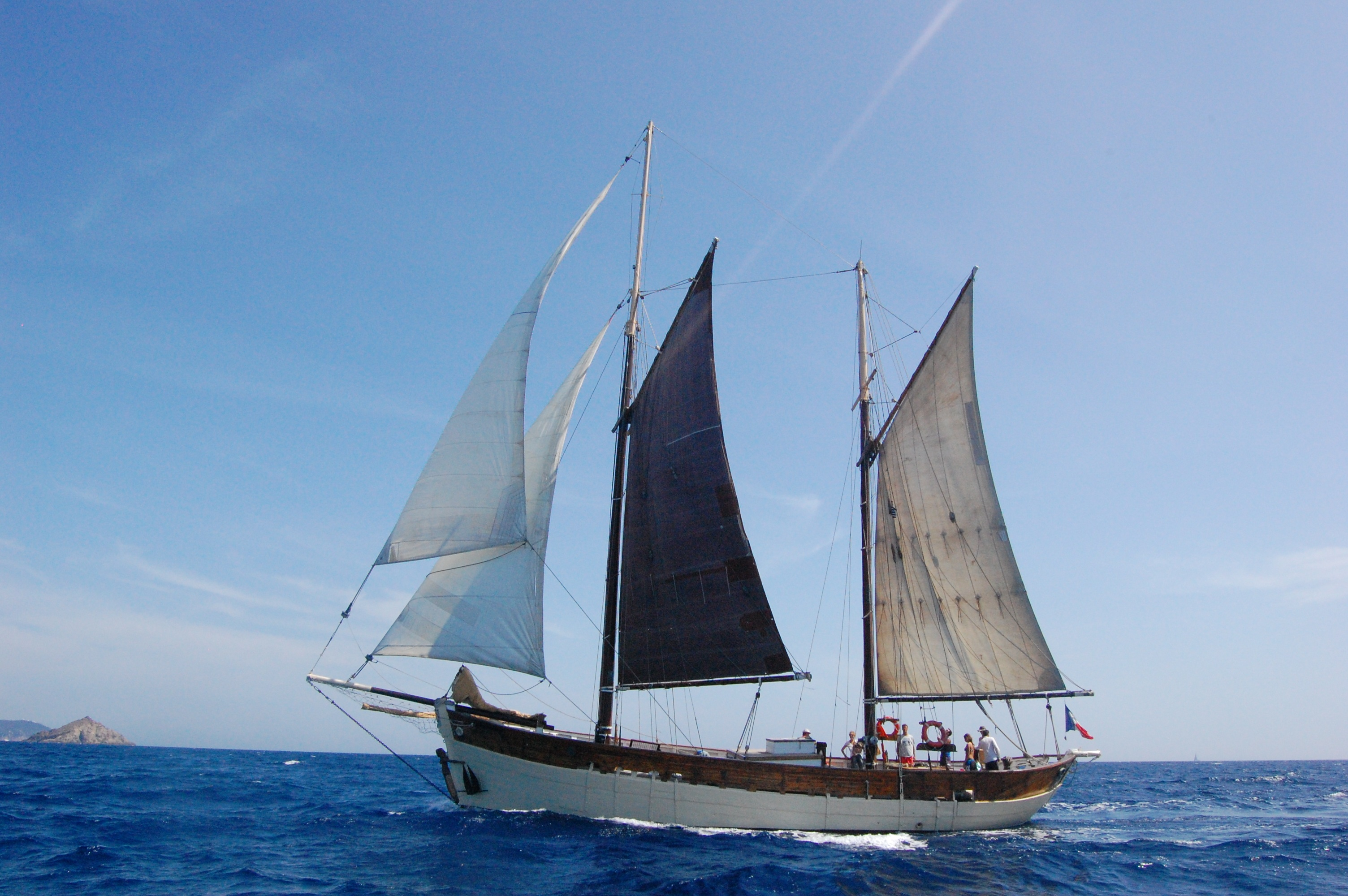
Sous voiles, en 2020.